# Marc Huiart
Marc Huiart (* 5. Juli 1936 in Ernemont-la-Villette; † 29. Juli 1962 in Fourmies) war ein französischer Radrennfahrer.

## Sportliche Laufbahn
Huiart war im Straßenradsport aktiv. Als Amateur gewann er 1960 die Route de France vor Jean-Claude Lebaube. Im Circuit des Deux Provinces wurde er Zweiter hinter Bernard Beaufrère. 
Von 1960 bis 1962 war er Unabhängiger und Berufsfahrer. 1961 fuhr er die Tour de France, erreichte jedoch das Ziel nicht. 1962 wurde er 86. im Endklassement. 1962 wurde er Zweiter im Etoile du Leon und Dritter bei Paris–Camembert und im Grand Prix de Grasse. Im Eintagesrennen Grand Prix de Fourmies 1962 wurde er von einem Fahrzeug angefahren und starb kurz darauf im Krankenhaus an seinen Verletzungen.